# Kaheem Parris
Kaheem Parris (sinh ngày 6 tháng 1 năm 2000) là một cầu thủ bóng đá người Jamaica thi đấu cho Cavalier, ở vị trí tiền vệ.

## Sự nghiệp

### Cavalier
Năm 2017, Parris ra mắt tại RSPL, vào tháng 1 năm 2018, anh ghi 3 bàn trong 3 trận liên tiếp.

## Quốc tế
Parris ra mắt tại U-17 Jamaica năm 2016 tại vòng loại CFU.. He made his senior national team debut vào tháng 8 năm 2017.